# البلابيش بحري
قرية البلابيش بحري هي إحدى القرى التابعة لمركز دار السلام بمحافظة سوهاج في جمهورية مصر العربية. حسب إحصاءات سنة 2006، بلغ إجمالي السكان في البلابيش بحري 12594 نسمة، منهم 6289 رجل و6305 امرأة.